# Kvaska (film)
Kvaska je český film natočený během divadelních prázdnin převážně v interiérech divadla Kalich v roce 2006, premiéru měl 22. února 2007. Je k dispozici na DVD v dvoudiskové edici. Film byl natočen ve spolupráci manželů Landových a jeho děj se odehrává v divadle Kalich.
V roce 2008 na děj filmu volně navázal divadelní muzikál Touha.

## Děj
Micki je neprávem uvězněn, přestože se živil krádežemi. Ve vězení čeká na propuštění, příkaz k propuštění ale nepřichází. Proto raději uteče z vězení za svojí láskou, kterou je muzikálová herečka Karin Lipertová, která je tou dobou zasnoubená s Oskarem Tomanem. Přihlásí se na konkurz na muzikál Můra a motýl pod vedením excentrického režiséra Palo Braňa, ve kterém díky svému odhodlání uspěje. Nakonec získá hlavní roli a srdce Karin. Oskar mu přes své známosti zajistí propuštění z vězení.

## Obsazení
| Filip Tomsa                | Michal „Micki“ Šrámek / Denis Novák |
| Lucie Vondráčková          | Karin Lipertová                     |
| Rudolf Hrušínský nejmladší | Oskar Toman                         |
| Roman Pomajbo              | Palo Braňo                          |
| Jiří Korn                  | Michal                              |
| Daniel Landa               | Franta                              |
| Jana Vaculíková            | Romana                              |
| Jiří Datel Novotný         | autor                               |
| Henrich Šiška              | Radim                               |